# دوشان بلاغي
دوشان بلاغي هي قرية في مقاطعة نمين، إيران. عدد سكان هذه القرية هو 105 في سنة 2006.